# Alastair Pilkington
Lionel Alexander Bethune Pilkington (Calcutta, 7 gennaio 1920 – Londra, 5 maggio 1995) è stato un ingegnere, inventore e imprenditore inglese con la collaborazione di Kenneth Bickerstaff, ha sviluppato il primo successo commerciale per la fabbricazione di vetro piano di alta qualità, quello che ora è chiamato vetro float.

## Biografia
Sir Lionel Alexander Bethune Pilkington OBE FRS o semplicemente Sir Alastair Pilkington nasce il 7 gennaio 1920 a Calcutta, India, figlio del colonnello Lionel George Pilkington MC (1889–1955) e di sua moglie Evelyn Carnegie Bethune (1892–1985), sorella di Sir Alexander Maitland Sharp Bethune, 10th Baronet. Fu educato alla Sherborne School e Trinity College di Cambridge, dove studiò fino allo scoppio della seconda guerra mondiale. Entrò nella Royal Artillery, fu catturato nella battaglia di Creta e internato per quattro anni come prigioniero di guerra in Germania. Ritornato all'università, ottenne la laurea in ingegneria, seguita da un impiego presso la Pilkington Brothers. Non ebbe legami di parentela con la famiglia antica imprenditoriale.
Nel 1945 a Londra sposa Patricia Nicholls Elliott (1919–1977), già ufficiale WRNS figlia del Rear-Admiral Frank Elliott OBE, e ebbero una figlia, Rosalind oltre ad un figlio adottato, James. Dopo la morte della moglie, nel 1978 si sposò con l'attrice americana Leila Kathleen Wilson (1911–2005), vedova di Eldridge Haynes.
Pilkington fu presidente della Pilkington Glass dal 1973 fino al 1985, prima di allora Alastair Pilkington ne era il direttore tecnico. Per il resto della sua vita ne fu il presidente. Non aveva legami di parentela con la famiglia imprenditoriale omonima fondatrice dell'azienda.

## Inventore
Nel 1952 inventò il processo float glass, con la collaborazione di Kenneth Bickerstaff, ha sviluppato il primo successo commerciale per la fabbricazione di vetro piano di alta qualità, quello che ora è chiamato Vetro float (galleggiante). Assieme spesero sette anni per brevettare il sistema. Inventori americani avevano tentato più volte di realizzare una processo a basso costo per la realizzazione di lastre di vetro che non necessitassero di costose levigazioni meccaniche. L'intuizione di Kenneth Bickerstaff e di Pilkington consiste nel far galleggiare il vetro fuso su un bagno di stagno fuso. Il vetro galleggiando forma una superficie liscia su entrambi i lati. Grazie a questo prodotto la società inglese Pilkington Glass ha guidato il mercato mondiale del vetro di alta qualità per molti anni. A partire dai primi anni 1960, tutti i produttori a livello mondiale di vetro piano hanno ottenuto licenze per utilizzare il processo di vetro float.